# VW EA211
Der VW EA211 (EA = Entwicklungsauftrag) oder auch modularer Ottomotorbaukasten ist eine Ottomotoren-Baureihe der Volkswagen AG mit drei und vier Zylindern. Sie ist Nachfolger der Baureihe VW EA111. Die Motoren werden seit 2011 in verschiedenen Fahrzeugen des Volkswagen-Konzerns verwendet. Zu den gemeinsamen Merkmalen aller Motoren der Baureihe EA 211 zählen die Vierventiltechnik, der Antrieb der beiden obenliegenden Nockenwellen (DOHC-Ventilsteuerung) über einen Zahnriemen sowie der in den Zylinderkopf integrierte Abgaskrümmer.

## Technik

### Grundmotor
Das Kurbelgehäuse besteht aus einer Aluminiumlegierung, die Laufbuchsen aus Grauguss. Alleine durch die Umstellung vom Grauguss- zum Aluminiumkurbelgehäuse wurde der Block des 1,4-l-Motors 16 kg leichter als der des Vorgängers (EA111). Der Zylinderkopf wird im Kokillengussverfahren aus der Legierung AlSi10Mg(Cu) hergestellt.
Alle Motoren haben einen Zylinderabstand von 82 mm.

### Ventiltrieb
Der EA211 hat vier Ventile pro Zylinder, die über Rollenschlepphebel von den beiden obenliegenden Nockenwellen betätigt werden (DOHC-Ventilsteuerung), diese werden über einen Zahnriemen von der Kurbelwelle angetrieben. Bei allen Motoren sind die Einlassnockenwellen über hydraulische Phasensteller stufenlos verstellbar, bei den 1.4-TSI-Motoren ab 103 kW auch die Auslassnockenwellen.

### Aufladung und Abgas
Die schwächeren Varianten des 1,0-l-Dreizylindermotors haben eine Saugrohreinspritzung und keine Aufladung. Daher werden sie von Volkswagen auch als „MPI“-Motoren bezeichnet (Multipoint Injection).
Die stärkeren Versionen des Dreizylinders und alle Vierzylinder dagegen sind mit Direkteinspritzung und einem Turbolader mit einfacher Einlaufspirale ausgerüstet, VW verwendet für diese Motoren den Markennamen „TSI“. Je nach Variante werden unterschiedliche Turbolader eingesetzt, die sich vor allem durch verschieden große Turbinen- und Verdichterräder unterscheiden. Das Material der Turbolader ist auf Abgastemperaturen bis 950 °C ausgelegt. Der Ladedruck wird mit Hilfe einer Abgasklappe (Wastegate) begrenzt, die ein elektrischer Ladedrucksteller mit integriertem Positionsgeber betätigt.
Alle Motoren haben einen Drei-Wege-Katalysator. Seit 2017 wird bei einigen Varianten zusätzlich ein geschlossener Ottopartikelfilter (OPF) verwendet. Im Gegensatz zu einem Dieselrußpartikelfilter benötigt er wegen der höheren Abgastemperaturen des Ottomotors keine aktive Regeneration.

### Kühlung
Alle Motoren sind flüssigkeitsgekühlt. Es gibt drei Kühlkreisläufe: Um den Warmlauf zu beschleunigen, gibt es zwei Hochtemperaturkühlkreise, je einen für den Zylinderblock und einen für den Zylinderkopf. Jeder Kreislauf wird über ein eigenes Thermostat gesteuert.
Hinzu kommt ein Niedertemperatur-Kühlkreislauf für die indirekte Ladeluftkühlung. In diesen Kreislauf ist auch die Kühlung des Abgaskrümmers und des Turboladers eingebunden. Im Niedertemperaturkreislauf wälzt eine elektrisch angetriebene Pumpe das Kühlmittel um, dadurch kann der Turbolader auch nach Abstellen des Fahrzeugs gekühlt werden.

## Varianten

### 1,0-l-Dreizylinder (1.0 MPI)
Der Hubraum des Dreizylinder-Reihenmotors beträgt 999 cm³ mit einer Bohrung von 74,5 mm und einem Hub von 76,4 mm, bei einem Zylinderabstand von 82 mm. Die Verdichtung der 44-kW- und der 55-kW-Variante beträgt 10,5. Die 50-kW-Variante hat eine Verdichtung von 11,5 und wird ausschließlich in den Fahrzeugen mit Erdgasantrieb eingesetzt.
| Hersteller                                                                                               | Baureihe               | Bauzeitraum       |
| --- | ---------------------- | ----------------- |
| Motorkennbuchstabe: CHYA, Leistung: 44 kW (60 PS) bei 5000/min, Drehmoment: 95 Nm bei 3000–4250/min      |                        |                   |
| Seat | Seat Mii               | seit 2011         |
| Škoda | Škoda Citigo           | seit 2011         |
| Škoda | Škoda Fabia III        | seit 10/2014      |
| Volkswagen                                                                                               | VW Polo V              | seit 04/2014      |
| Volkswagen                                                                                               | VW up!                 | seit 10/2011      |
| Motorkennbuchstabe: CHYC, Leistung: 48 kW (65 PS) bei 5000–6000/min, Drehmoment: 95 Nm bei 3000–4300/min |                        |                   |
| Seat | Seat Ibiza 6F          | seit 06/2017      |
| Motorkennbuchstabe: CPGA, Leistung: 50 kW (68 PS) bei 6200/min, Drehmoment: 90 Nm bei 3000–4250/min      |                        |                   |
| Seat | Seat Mii               | seit 2012         |
| Škoda | Škoda Citigo           | seit 2012         |
| Volkswagen                                                                                               | VW up!                 | seit 11/2012      |
| Motorkennbuchstabe: CHYB, Leistung: 55 kW (75 PS) bei 6200/min, Drehmoment: 95 Nm bei 3000–4250/min      |                        |                   |
| Seat | Seat Ibiza (Typ 6J/6P) | 07/2015 – 04/2017 |
| Seat | Seat Ibiza 6F          | seit 06/2017      |
| Seat | Seat Mii               | seit 2011         |
| Škoda | Škoda Citigo           | seit 2011         |
| Škoda | Škoda Fabia III        | seit 10/2014      |
| Volkswagen                                                                                               | VW Polo V              | seit 04/2014      |
| Volkswagen                                                                                               | VW up!                 | seit 10/2011      |

### 1,0-l-Dreizylinder (1.0 TSI)
Der Hubraum des Dreizylinder-Reihenmotors beträgt 999 cm³ mit einer Bohrung von 74,5 mm und einem Hub von 76,4 mm, bei einem Zylinderabstand von 82 mm. Die Verdichtung beträgt 10,5. Das Kurbelgehäuse wird im Aluminium-Druckgussverfahren aus der Legierung AlSi9Cu3 hergestellt. In der 70-kW-Variante werden Ventile aus hochlegiertem Stahl eingesetzt, die leistungsgesteigerten Varianten ab 81 kW erhalten natriumgekühlte Auslassventile mit hohlem Schaft.
| Hersteller | Baureihe               | Bauzeitraum       |
| --- | ---------------------- | ----------------- |
| Motorkennbuchstabe: CHZE, Leistung: 60 kW (82 PS) bei 3500–5500/min, Drehmoment: 160 Nm bei 1500–3500/min        |                        |                   |
| Audi | Audi A1 8X             | 02/2016–05/2018   |
| Motorkennbuchstabe: CHZK, Leistung: 63 kW (86 PS) bei 5000–5500/min, Drehmoment: 175 Nm bei 2000–3000/min        |                        |                   |
| Volkswagen | VW Golf VII            | seit 03/2017      |
| Volkswagen | VW Golf Sportsvan      | seit 10/2017      |
| Motorkennbuchstabe: DKLB, Leistung: 63 kW (86 PS) bei 5000–5500/min, Drehmoment: 175 Nm bei 1500–3000/min        |                        |                   |
| Seat | Seat Leon III          | seit 11/2018      |
| Motorkennbuchstabe: CHZA, Leistung: 66 kW (90 PS) bei 5000–5500/min, Drehmoment: 160 Nm bei 1500–3500/min        |                        |                   |
| Volkswagen | VW up!                 | seit 09/2016      |
| Motorkennbuchstabe: DLAB, Leistung: 66 kW (90 PS) bei 5000–5500/min, Drehmoment: 175 Nm bei 1600–3000/min        |                        |                   |
| Seat | Seat Leon IV           | seit 04/2020      |
| Volkswagen | VW Golf VIII           | seit 03/2020      |
| Motorkennbuchstabe: CHZB, Leistung: 70 kW (95 PS) bei 5000–5500/min, Drehmoment: 160 Nm bei 1500–3500/min        |                        |                   |
| Audi | Audi A1 8X             | 02/2015–05/2018   |
| Seat | Seat Arona             | seit 11/2017      |
| Seat | Seat Ibiza (Typ 6J/6P) | 07/2015 – 04/2017 |
| Seat | Seat Ibiza 6F          | seit 06/2017      |
| Škoda | Škoda Rapid            | seit 03/2017      |
| Škoda | Fabia III              | seit 06/2017      |
| Volkswagen | VW Polo V              | 11/2014 – 06/2017 |
| Volkswagen | VW Polo VI             | seit 09/2017      |
| Volkswagen | VW T-Cross             | seit 04/2019      |
| Motorkennbuchstabe: CHZC, Leistung: 81 kW (110 PS) bei 5000–5500/min, Drehmoment: 200 Nm bei 2000–3500/min       |                        |                   |
| Seat | Seat Ibiza (Typ 6J/6P) | 07/2015 – 04/2017 |
| Škoda | Fabia III              | seit 06/2017      |
| Škoda | Škoda Rapid            | seit 03/2017      |
| Volkswagen | VW Golf VII            | seit 12/2016      |
| Volkswagen | VW Golf Sportsvan      | seit 10/2017      |
| Volkswagen | VW Polo V              | 11/2014 – 06/2017 |
| Motorkennbuchstabe: DLAA, Leistung: 81 kW (110 PS) bei 5000–5500/min, Drehmoment: 200 Nm bei 2000–3000/min       |                        |                   |
| Seat | Seat Leon IV           | seit 04/2020      |
| Seat | Seat Ibiza V (KJ)      | seit 04/2021      |
| Volkswagen | VW Golf 8              | seit 03/2020      |
| Volkswagen | VW T-Roc               | seit xy/2023      |
| Motorkennbuchstabe: CHZD, CHZJ, Leistung: 85 kW (115 PS) bei 5000–5500/min, Drehmoment: 200 Nm bei 2000–3500/min |                        |                   |
| Audi | Audi A1 GB             | seit 09/2018      |
| Audi | Audi A3 8V             | seit 05/2016      |
| Audi | Audi Q2 GA             | seit 01/2017      |
| Seat | Seat Ateca             | seit 04/2016      |
| Seat | Seat Ibiza 6F          | seit 06/2017      |
| Seat | Seat Leon III          | seit 05/2015      |
| Škoda | Škoda Karoq            | seit 07/2017      |
| Škoda | Škoda Octavia III      | seit 06/2016      |
| Volkswagen | VW Golf VII            | 04/2015–12/2016   |
| Volkswagen | VW Golf Sportsvan      | 04/2015–10/2017   |
| Volkswagen | VW Polo VI             | seit 11/2017      |
| Volkswagen | VW T-Roc               | seit 11/2017      |
| Volkswagen | VW T-Cross             | seit 04/2019      |
| Volkswagen | VW up! GTI             | seit 12/2017      |

### 1,2-l-Vierzylinder (1.2 TSI)
Der Hubraum des Vierzylinder-Reihenmotors beträgt 1197 cm³ mit einer Bohrung von 71,0 mm und einem Hub von 75,6 mm, bei einem Zylinderabstand von 82 mm. Die Verdichtung beträgt 10,5. Der Motor wiegt nach DIN 97 kg. Der 1.2 TSI wurde zunächst in zwei Leistungsstufen mit 63 kW und 77 kW angeboten, die Leistungsvarianten werden durch eine geänderte Software erreicht. So beträgt der maximale Ladedruck bei der 63-kW-Variante 1,7 bar und bei der 77-kW-Variante 1,9 bar.
| Hersteller | Baureihe          | Bauzeitraum       |
| --- | ----------------- | ----------------- |
| Motorkennbuchstabe: CJZB, Leistung: 63 kW (86 PS) bei 4300–5300/min, Drehmoment: 160 Nm bei 1400–3500/min        |                   |                   |
| Seat | Seat Leon III     | seit 11/2012      |
| Škoda | Škoda Octavia III | seit 12/2012      |
| Volkswagen | VW Golf VII       | 08/2012 – 03/2017 |
| Motorkennbuchstabe: CJZC, CYVA, Leistung: 66 kW (90 PS) bei 4400–5400/min, Drehmoment: 160 Nm bei 1400–3500/min  |                   |                   |
| Seat | Seat Ibiza IV     | seit 05/2015      |
| Seat | Seat Toledo IV    | seit 07/2015      |
| Škoda | Škoda Fabia III   | seit 10/2014      |
| Škoda | Škoda Rapid       | 04/2015 – 02/2017 |
| Volkswagen | VW Polo V         | seit 04/2014      |
| Motorkennbuchstabe: CJZA, Leistung: 77 kW (105 PS) bei 4500–5500/min, Drehmoment: 175 Nm bei 1400–4000/min       |                   |                   |
| Audi | Audi A3 8V        | 01/2013 – 04/2014 |
| Seat | Seat Leon III     | 11/2012 – 04/2014 |
| Škoda | Škoda Octavia III | 12/2012 – 05/2015 |
| Volkswagen | VW Golf VII       | 08/2012 – 04/2014 |
| Motorkennbuchstabe: CJZD, CYVB, Leistung: 81 kW (110 PS) bei 4600–5600/min, Drehmoment: 175 Nm bei 1400–4000/min |                   |                   |
| Audi | Audi A3 8V        | 04/2014 – 04/2016 |
| Seat | Seat Leon III     | seit 03/2014      |
| Seat | Seat Toledo IV    | seit 07/2015      |
| Škoda | Škoda Fabia III   | seit 10/2014      |
| Škoda | Škoda Octavia III | seit 05/2015      |
| Škoda | Škoda Rapid       | 04/2015 – 02/2017 |
| Škoda | Škoda Yeti        | seit 2014         |
| Volkswagen | VW Golf VII       | 04/2014 – 03/2017 |
| Volkswagen | VW Polo V         | seit 04/2014      |
| Volkswagen | VW Touran II      | 05/2015 – 08/2018 |

### 1,4-l-Vierzylinder (1.4 TSI)
Der Hubraum des Vierzylinder-Reihenmotors beträgt 1395 cm³ mit einer Bohrung von 74,5 mm und einem Hub von 80,0 mm, bei einem Zylinderabstand von 82 mm. Die Verdichtung beträgt 10,5. In der 90-kW-Variante wiegt der Motor nach DIN 104 kg, in der 103-kW-Variante 106 kg. Während die 90-kW-Variante nur über eine Einlass-Nockenwellenverstellung verfügt, weist die 103-kW-Variante eine Einlass- und Auslass-Nockenwellenverstellung auf. Der Motor mit 103 bzw. 110 kW ist zudem auch in einer Version mit Zylinderabschaltung erhältlich (bei Volkswagen Aktives Zylindermanagement, ACT; bei Audi Cylinders on Demand, CoD).
| Hersteller | Baureihe                        | Bauzeitraum       |
| --- | ------------------------------- | ----------------- |
| Motorkennbuchstabe: CPWA (bivalent CNG/Benzin), Leistung: 81 kW (110 PS) bei 4800–6000/min, Drehmoment: 200 Nm bei 1500–3500/min |                                 |                   |
| Audi | Audi A3 8V                      | 02/2014 – 05/2018 |
| Seat | Seat Leon III                   | 03/2014 – 05/2018 |
| Škoda | Škoda Octavia III               | 03/2015 – 05/2018 |
| Volkswagen | VW Golf VII                     | 04/2013 – 05/2018 |
| Motorkennbuchstabe: CZCC, Leistung: 85 kW (115 PS) bei 5000–6000/min, Drehmoment: 200 Nm bei 1400–3500/min                       |                                 |                   |
| Audi | Audi A3 8V                      | 02/2016 – 08/2018 |
| Motorkennbuchstabe: CMBA, CXSA, Leistung: 90 kW (122 PS) bei 5000–6000/min, Drehmoment: 200 Nm bei 1400–4000/min                 |                                 |                   |
| Audi | Audi A3 8V                      | 05/2012 – 04/2014 |
| Seat | Seat Leon III                   | 11/2012 – 03/2014 |
| Seat | Seat Toledo IV                  | 10/2012 – 06/2014 |
| Volkswagen | VW Golf VII                     | 08/2012 – 04/2014 |
| Motorkennbuchstabe: CZCA, Leistung: 92 kW (125 PS) bei 5000–6000/min, Drehmoment: 200 Nm bei 1400–4000/min                       |                                 |                   |
| Audi | Audi A1 8X                      | 11/2014 – 05/2018 |
| Audi | Audi A3 8V                      | 07/2013 – 04/2016 |
| Audi | Audi Q3 8U                      | 06/2016 – 06/2018 |
| Seat | Seat Leon III                   | 04/2014 – 08/2018 |
| Seat | Seat Toledo IV                  | 07/2015 – 08/2018 |
| Škoda | Škoda Kodiaq                    | 03/2017 – 05/2018 |
| Škoda | Škoda Rapid                     | 04/2015 – 02/2018 |
| Škoda | Škoda Fabia III                 | 04/2018 – 08/2018 |
| Škoda | Škoda Superb III                | 03/2015 – 06/2018 |
| Škoda | Škoda Yeti                      | 06/2015 – 07/2017 |
| Volkswagen | VW Golf VI Cabriolet            | 06/2015 – 05/2016 |
| Volkswagen | VW Golf VII                     | 04/2014 – 03/2018 |
| Volkswagen | VW Passat B8                    | 07/2014 – 08/2018 |
| Volkswagen | VW Scirocco III                 | 04/2014 – 09/2017 |
| Volkswagen | VW Tiguan I                     | 05/2015 – 01/2016 |
| Volkswagen | VW Tiguan II                    | 06/2016 – 08/2018 |
| Motorkennbuchstabe: CHPA, Leistung: 103 kW (140 PS) bei 4500–6000/min, Drehmoment: 250 Nm bei 1500–3500/min                      |                                 |                   |
| Seat | Seat Leon III                   | 11/2012 – 03/2014 |
| Škoda | Škoda Octavia III               | 12/2012 – 05/2015 |
| Volkswagen | VW Golf VII                     | 08/2012 – 04/2014 |
| Motorkennbuchstabe: CPTA (mit ACT), Leistung: 103 kW (140 PS) bei 4500–6000/min, Drehmoment: 250 Nm bei 1500–3500/min            |                                 |                   |
| Audi | Audi A1 8X                      | 02/2013 – 11/2014 |
| Audi | Audi A3 8V                      | 02/2013 – 04/2016 |
| Seat | Seat Ibiza (Typ 6J/6P)          | 12/2013 – 08/2015 |
| Volkswagen | VW Golf VII                     | 08/2012 – 04/2014 |
| Volkswagen | VW Polo V                       | 10/2012 – 03/2014 |
| Motorkennbuchstabe: CZDA, CVNA, Leistung: 110 kW (150 PS) bei 5000–6000/min, Drehmoment: 250 Nm bei 1500–3500/min                |                                 |                   |
| Audi | Audi A4 B9                      | 08/2015 – 08/2018 |
| Audi | Audi A5 F5                      | seit 2017         |
| Seat / Volkswagen | Seat Alhambra II / VW Sharan II | seit 05/2015      |
| | Seat Tarraco                    | 01/2021–06/2024   |
| Škoda | Škoda Kodiaq                    | 03/2017 – 05/2018 |
| Škoda | Škoda Octavia III               | 05/2015 – 08/2017 |
| Škoda | Škoda Octavia IV (iV / RS iV)   | seit 09/2020      |
| Škoda | Škoda Yeti                      | 06/2015 – 07/2017 |
| Volkswagen | VW Beetle                       | 10/2014 – 05/2019 |
| Volkswagen | VW Golf VII                     | 04/2014 – 05/2020 |
| Volkswagen | VW Passat B8                    | 07/2014 – 08/2018 |
| Volkswagen | VW Tiguan I                     | 05/2015 – 01/2016 |
| Volkswagen | VW Tiguan II                    | 06/2016 – 08/2018 |
| Volkswagen | VW Touran II                    | 05/2015 – 08/2018 |
| Motorkennbuchstabe: CZEA (mit ACT), Leistung: 110 kW (150 PS) bei 5000–6000/min, Drehmoment: 250 Nm bei 1500–3500/min            |                                 |                   |
| Audi | Audi A1 8X                      | 11/2014 – 05/2018 |
| Audi | Audi A3 8V/Audi A3 8Y/8Y        | 04/2014 – 04/2017 |
| Audi | Audi Q2                         | 10/2016 – 08/2018 |
| Audi | Audi Q3 8U                      | 11/2014 – 06/2018 |
| Seat | Seat Ibiza (Typ 6J/6P)          | 09/2015 – 02/2017 |
| Seat | Seat Leon III                   | 04/2014 – 08/2018 |
| Seat | Seat Ateca                      | 04/2016 – 09/2018 |
| Škoda | Škoda Superb III                | 03/2015 – 06/2018 |
| Škoda | Škoda Kodiaq                    | 03/2017 – 05/2018 |
| Volkswagen | VW Golf VII                     | 04/2014 – 03/2017 |
| Volkswagen | VW Golf VIII                    | seit 09/2020      |
| Volkswagen | VW Passat B8                    | 07/2014 – 08/2018 |
| Volkswagen | VW Polo V                       | 04/2014 – 09/2017 |
| Volkswagen | VW Tiguan II                    | 06/2016 – 08/2018 |